# NGC 5286
إن جي سي 5286 (NGC 5286، المعروف أيضا باسم كالدويل 84) هو عنقود مغلق من النجوم يقع على بعد 35,900 سنة ضوئية عن كوكبة قنطورس. بسبب بعده، يحمر ضوئه من تأثير النجوم والغاز والغبار يساوي E(B – V) = 0.24 من مقدار نظام القياس الضوئي UBV. يقع العتقود على بعد 4 قوس-دقيقة شمال نجم قنطورس-م الذي يمكن رؤيته بالعين المجردة. وقد اكتشف من قبل الفلكي الإسكتلندي جيمس دنلوبالنشطة في أستراليا، المدرجة في كتالوجه تحت رقم 1827.

## وصلات خارجية
- NGC 5286 في Astrosurf

- NGC 5286 على موقع ويكي سكاي: DSS2, SDSS, GALEX, IRAS, Hydrogen α, X-Ray, Astrophoto, Sky Map, Articles and images